# Astichus arithmeticus
Astichus arithmeticus är en stekelart som först beskrevs av Förster 1851.  Astichus arithmeticus ingår i släktet Astichus, och familjen finglanssteklar. Arten är reproducerande i Sverige.